# SD Ponferradina
Az SD Ponferradina, teljes nevén Sociedad Deportiva Ponferradina egy spanyol labdarúgócsapat. A klubot 1922-ben alapították, jelenleg a másodosztályban szerepel. Székhelye Ponferrada városa.

## Története
A klubot 1922-ben alapították. Eleinte az akkor még nem csak a neve alapján harmadosztálynak számító Tercera Divisiónban indult, és egészen 1987-ig nem is sikerült ennél feljebb kerülnie. 1977-től egyébként a Tercera División már csak a negyedosztály szerepét tölti be.
Először 1987-ben jutott fel a Segunda B-be, vagyis a harmadosztályba. Hét szezon után kiesett, legjobb eredménye ezalatt az időszak alatt egy negyedik hely volt. 2000-ben sikerült ismét kivívnia a harmadosztályú tagságot, majd 2006-ban, története során először a másodosztályban szerepelhetett. Az azonnali kiesés után a következő két évben egyaránt elvi feljutást érő pozícióban végzett, azonban a rájátszás egyszer sem sikerült jól. Végül harmadszorra sikerült kiharcolnia a feljutást, így a 2010-11-es szezont ismét a másodosztályban kezdhette.

## Jelenlegi keret
| #  |        | Poszt | Név                         |
| -- | ------ | ----- | --------------------------- |
| 1  | ESP    | K     | Queco Piña                  |
| 2  | ESP    | V     | Pepe Alcaide                |
| 3  | ESP    | V     | Manuel Redondo              |
| 4  | ESP    | V     | Luis Prieto                 |
| 5  | ESP    | V     | Jano                        |
| 6  | ESP    | KP    | Iván Pérez                  |
| 7  | ESP    | V     | Cristian                    |
| 8  | ESP    | KP    | Rubén Vega (Csapatkapitány) |
| 9  | ESP    | CS    | Óscar de Paula              |
| 10 | Brazil | CS    | Yuri                        |
| 11 | ESP    | CS    | Mayor                       |
| 12 | ESP    | V     | Iván Cuadrado               |
| 13 | ESP    | K     | Alejandro                   |

| #  |     | Poszt | Név                                     |
| -- | --- | ----- | --------------------------------------- |
| 14 | ESP | KP    | Jonathan Ruiz                           |
| 15 | ESP | KP    | Javi López (Kölcsönben a Málagától)     |
| 16 | ESP | KP    | Miguel Ángel                            |
| 17 | ESP | KP    | Víctor Salas                            |
| 18 | ESP | KP    | Francis Suárez                          |
| 19 | ESP | KP    | Ivi                                     |
| 20 | ESP | KP    | Joseba del Olmo                         |
| 21 | ESP | V     | David Malo                              |
| 22 | ESP | V     | Iván Candela                            |
| 23 | ESP | CS    | Gaizka Saizar                           |
| 24 | ESP | KP    | Daniel Toribio (Kölcsönben a Málagától) |
| 25 | ESP | K     | Ian Mackay                              |
|    | ESP | KP    | Teo                                     |

## Statisztika
| Szezon  | Osztály    | Poz. | Copa del Rey |
| ------- | ---------- | ---- | ------------ |
| 1943/44 | 3ª         | 10.  |              |
| 1944/45 | 3ª         | 4.   |              |
| 1945/46 | 3ª         | 2.   |              |
| 1946/47 | 3ª         | 5.   |              |
| 1947/48 | 3ª         | 13.  |              |
| 1947/48 | Regionális | —    |              |
| 1949/50 | 3ª         | 16.  |              |
| 1950/51 | 3ª         | 7.   |              |
| 1951/52 | 3ª         | 10.  |              |
| 1952/53 | 3ª         | 3.   |              |
| 1953/54 | 3ª         | 2.   |              |
| 1954/55 | 3ª         | 3.   |              |
| 1955/56 | 3ª         | 6.   |              |
| 1956/57 | 3ª         | 7.   |              |
| 1957/58 | 3ª         | 1.   |              |
| 1958/59 | 3ª         | 5.   |              |
| 1959/60 | 3ª         | 3.   |              |

| Szezon  | Osztály    | Poz. | Copa del Rey |
| ------- | ---------- | ---- | ------------ |
| 1960/61 | 3ª         | 10.  |              |
| 1961/62 | 3ª         | 5.   |              |
| 1962/63 | 3ª         | 11.  |              |
| 1963/64 | 3ª         | 2.   |              |
| 1964/65 | 3ª         | 3.   |              |
| 1965/66 | 3ª         | 1.   |              |
| 1966/67 | 3ª         | 2.   |              |
| 1967/68 | 3ª         | 3.   |              |
| 1968/69 | 3ª         | 5.   |              |
| 1969/70 | 3ª         | 6.   |              |
| 1970/71 | 3ª         | 8.   |              |
| 1971/72 | 3ª         | 14.  |              |
| 1972/73 | 3ª         | 14.  |              |
| 1973/74 | 3ª         | 17.  |              |
| 1974/75 | Regionális | —    |              |
| 1975/76 | Regionális | —    |              |
| 1976/77 | 3ª         | 11.  |              |

| Szezon  | Osztály | Poz. | Copa del Rey |
| ------- | ------- | ---- | ------------ |
| 1977/78 | 3ª      | 4.   |              |
| 1978/79 | 3ª      | 3.   |              |
| 1979/80 | 3ª      | 4.   |              |
| 1980/81 | 3ª      | 2.   |              |
| 1981/82 | 3ª      | 5.   |              |
| 1982/83 | 3ª      | 4.   |              |
| 1983/84 | 3ª      | 5.   |              |
| 1984/85 | 3ª      | 3.   |              |
| 1985/86 | 3ª      | 2.   |              |
| 1986/87 | 3ª      | 1.   |              |
| 1987/88 | 2ªB     | 4.   |              |
| 1988/89 | 2ªB     | 10.  |              |
| 1989/90 | 2ªB     | 6.   |              |
| 1990/91 | 2ªB     | 15.  |              |
| 1991/92 | 2ªB     | 14.  |              |
| 1992/93 | 2ªB     | 8.   |              |
| 1993/94 | 2ªB     | 19.  |              |

| Szezon  | Osztály | Poz. | Copa del Rey |
| ------- | ------- | ---- | ------------ |
| 1994/95 | 3ª      | 10.  |              |
| 1995/96 | 3ª      | 14.  |              |
| 1996/97 | 3ª      | 6.   |              |
| 1997/98 | 3ª      | 3.   |              |
| 1998/99 | 3ª      | 3.   |              |
| 1999/00 | 2ªB     | 15.  |              |
| 2000/01 | 2ªB     | 11.  |              |
| 2001/02 | 2ªB     | 14.  |              |
| 2002/03 | 2ªB     | 11.  |              |
| 2003/04 | 2ªB     | 7.   |              |
| 2004/05 | 2ªB     | 1.   |              |
| 2005/06 | 2ªB     | 4.   |              |
| 2006/07 | 2ª      | 20.  |              |
| 2007/08 | 2ªB     | 1.   |              |
| 2008/09 | 2ªB     | 3.   |              |
| 2009/10 | 2ªB     | 1.   |              |
| 2010/11 | 2ª      | —    | 3. kör       |

## Ismertebb játékosok
| - Lucas Alessandría - Lucas Gatti - Martín Morello - Gonzalo Pavone - Juan Pablo Raponi - Yuri | - Evangelios Krios - Nabil Baha - Daniel Cifuentes - David Cobeño - Óscar de Paula - Miguel Ángel |

## Fordítás
- Ez a szócikk részben vagy egészben  a   SD Ponferradina című angol Wikipédia-szócikk fordításán alapul.  Az eredeti cikk szerkesztőit annak laptörténete sorolja fel. Ez a jelzés csupán a megfogalmazás eredetét és a szerzői jogokat jelzi, nem szolgál a cikkben szereplő információk forrásmegjelöléseként.

## Külső hivatkozások
- Hivatalos weboldal (spanyolul)
- Futbolme (spanyolul)